# 渡辺あきお
渡辺 あきお（わたなべ あきお、1949年 - ）は、日本のイラストレーター、画家、絵本作家、挿絵画家。本名は渡辺秋夫。デビュー時は渡辺安芸夫という名で活動していたが、1980年代後半より渡辺あきおに変更。幼児向けの絵本ではわたなべあきおという名も使用する。動物を主人公とした絵を多く描く。日本児童出版美術家連盟会員。福島県三春町出身。

## 来歴
福島県田村郡三春町に生まれる。
虫プロダクションでアニメーションの製作に携わる。フォルム洋画研究所で絵画について学び、挿絵画家、イラストレーターとして仕事をする。
TBS系列『まんが日本昔ばなし』（MBS制作）で美術背景を担当する。また、油彩の制作をしながら絵本、挿絵、装丁などを手がけた。その中にはNHKラジオ第二放送「フランス語講座」テキストの表紙（1998年度）も含まれる。
手がけた本や絵本、紙芝居、ポストカードブックなどは2016年までに130作品以上を数える。日本動物愛護協会、日本動物福祉協会、日本ユニセフ協会のカードにイラストを提供するなどボランティア活動へも参加している。
2000年に画集『猫のおしゃべりと海の向こうで見た風景』、2002年に第2画集『猫と出会った風景』を刊行する。

## 賞歴
- 1987年：第3回須藤克三記念北の児童文学賞特別賞・団体賞（『疏水と小林久敬』（山崎義人著））
- 1993年：1993年度横浜赤い靴文化賞特別賞（絵本『ジャンボゴリラとこどもたち』（こやま峰子作））